# Левка (нимфа)
Левка (др.-греч. Λεύκη «белый тополь») — в греческой мифологии прекрасная нимфа-океанида, которую полюбил Аид и похитил, увезя в подземный мир. Когда, по истечении определённого ей срока жизни, она умерла, Аид превратил её в белый тополь, растущий на Елисейских полях. Листвой «серебристого тополя» был увенчан Геракл, когда вывел Кербера из Аида. Именно так дерево появилось на поверхности земли, в мире живых. Феокрит называет листья белого тополя «священными листьями Геракла», а Вергилий упоминает любовь Алкида к тополям.